# Palazzo Vecchio (Belgrado)
Il Palazzo Vecchio (in serbo Стари Двор?, Stari Dvor) è un edificio storico della città di Belgrado, capitale della Serbia, ed è sede dell'assemblea cittadina.

## Localizzazione
Il palazzo è situato nel  quartiere di Terazije, nel comune urbano di Stari Grad, all'angolo tra l'importante via Kralja Milana e la via Dragoslava Jovanovića. Il Parco dei pionieri (Pionirski park) lo separa dall'edificio dell'Assemblea Nazionale di Serbia, e un piccolo giardino lo divide, sul lato sud dal Palazzo Nuovo, sede della Presidenza della Repubblica.

## Storia

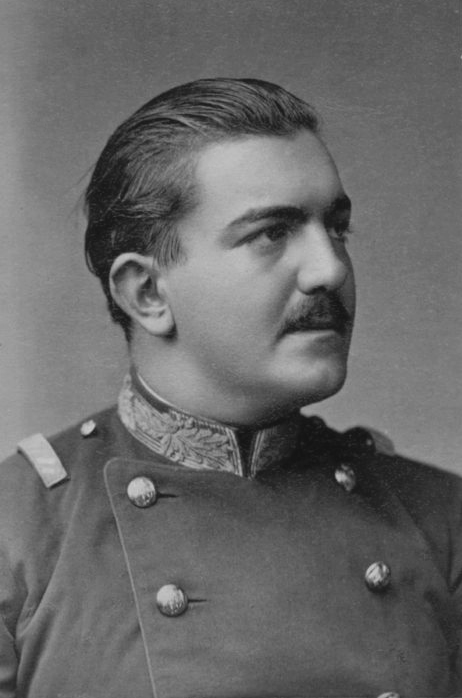
Re Milan I

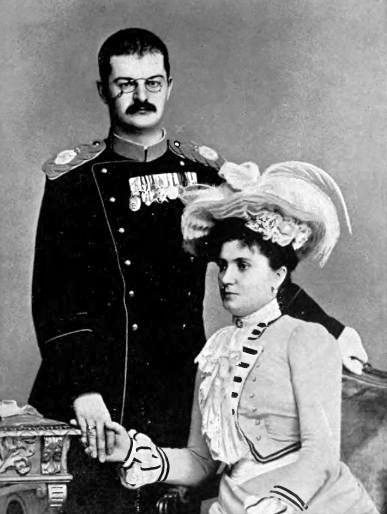
Alessandro I Obrenović e la regina Draga

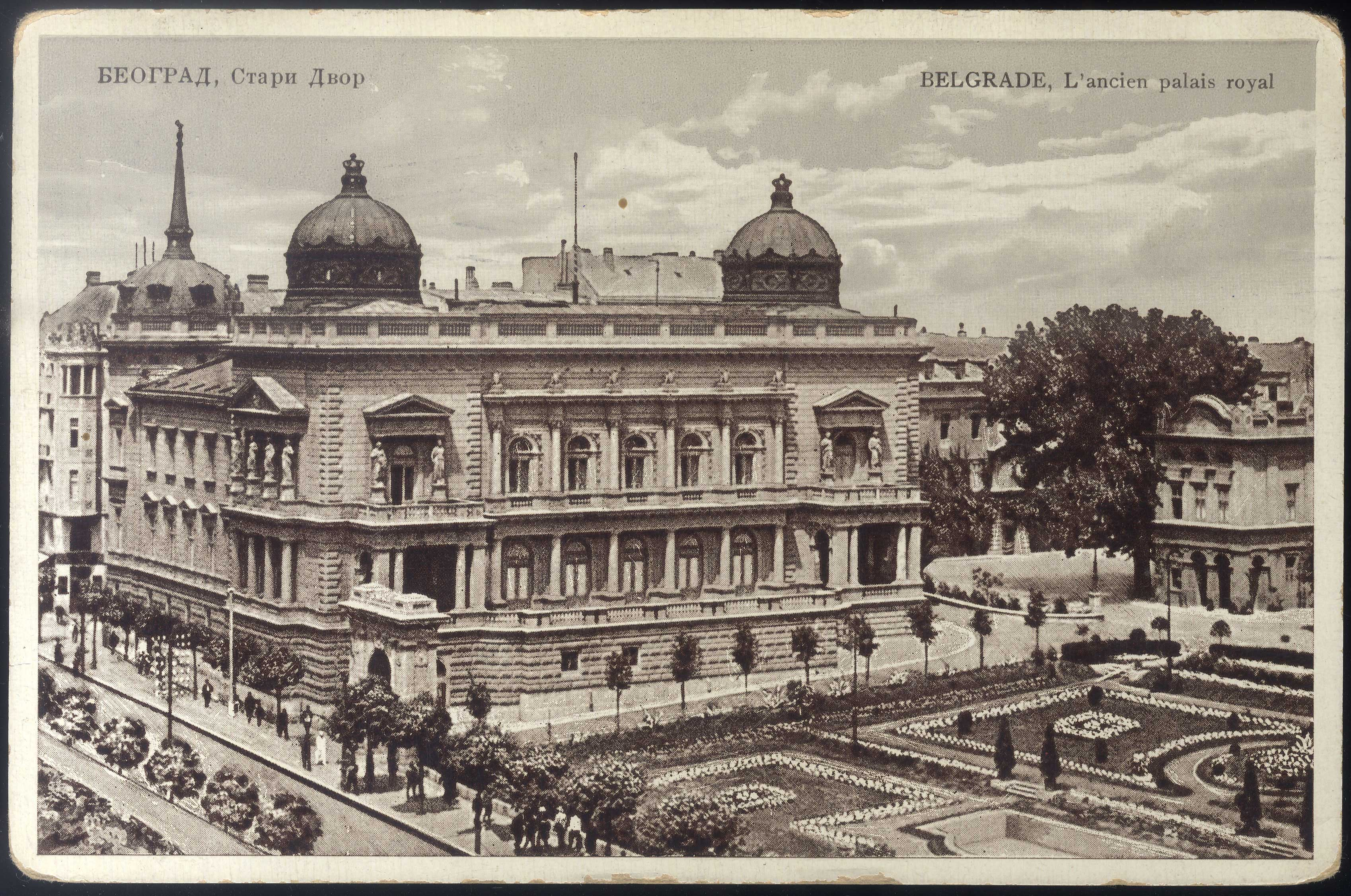
Vista degli anni '30

Acquisita l'autonomia da parte dell'Impero ottomano, la Serbia si organizzò in principato. Il primo sovrano riconosciuto dalle autorità turche, Miloš Obrenović, si suppone che, in un primo momento, abbia vissuto in un qualche edificio preesistente nel centro di Belgrado, finché tra il 1831 e il 1834 fece costruire due residenze ufficiali, la prima, per sé e la corte, nell'area del parco di Topčider, lontana, quindi, dalla sede della guarnigione ottomana situata nella fortezza del Kalemegdan, l'altra, per sua moglie, la principessa Ljubica, e i figli Milan e Mihailo, all'interno della cinta muraria.
Tra il 1839 e il 1878 il trono serbo passò di mano per sei volte, e il paese visse un quarantennio di instabilità, finché venne nominato principe Milan IV. Fu lui che, dopo aver visto riconosciuta l'indipendenza della Serbia dalla Turchia, decise di dare alla monarchia una residenza ufficiale che superasse in bellezza gli edifici presenti in città e che fosse la dimora ufficiale della famiglia Obrenović. Per la realizzazione della reggia, Milan scelse un terreno paludoso fuori dal centro della città, che lo stato aveva acquistato dall'uomo d'affari Stojan Simić; lì intese anche edificare la sede del tribunale. Nel 1882, il principe si proclamò re, assumendo il nome di Milan I, e prese possesso del palazzo nel 1884, quando la sua costruzione fu ultimata.
Il 6 maggio 1889, Milan I abdicò e passò la corona a suo figlio Alessandro I che, l'11 giugno 1903, fu vittima di un colpo di Stato: gli insorti circondarono il palazzo reale e uccisero il re e la regina Draga che si erano rifugiati negli appartamenti privati, ne smembrarono i corpi gettandone i pezzi dalle finestre. L'Assemblea nazionale mise sul trono Pietro I Karađorđević che mantenne l'edificio come residenza reale fino alla costruzione di un nuovo palazzo reale, che si concluse nel 1921.
Durante l'invasione della Serbia nella prima guerra mondiale, Belgrado fu teatro di combattimenti. Molti edifici furono colpiti e danneggiati, tra cui il palazzo reale. Quando re Pietro I accettò la corona del Regno dei Serbi, Croati e Sloveni, fu costituita un'Assemblea nazionale provvisoria le cui sedute, tra gli anni 1919 e 1920 si tennero nel Palazzo vecchio.
Alla morte di Pietro I, il figlio Alessandro I decise l'edificazione di un complesso reale in cui inserire una nuova reggia nella zona di Dedinje a Savski Venac e, fino al completamento del nuovo palazzo, avvenuto nel 1929, dimorò sia nel Palazzo nuovo, sia nella tenuta di famiglia a Oplenac dove suo padre aveva eretto il mausoleo reale. Fino al 1930 fu portata avanti l'opera di riparazione dei danni causati al palazzo nella grande guerra; al termine dei lavori, fu utilizzato per ospitare i ricevimenti e gli eventi ufficiali del nuovo Regno di Jugoslavia.
Seriamente danneggiato anche dai bombardamenti tedeschi nella seconda guerra mondiale, al termine del conflitto fu nuovamente sottoposto ad un lungo restauro durato fino al 1947. Molte parti della struttura furono ricostruite senza tener conto del precedente assetto: in particolare, delle tre cupole, ne è sopravvissuta solo una, e la facciata verso il palazzo del Parlamento fu totalmente ridisegnata. Le autorità della Jugoslavia socialista resero il Palazzo vecchio sede della presidenza del parlamento prima, del Governo federale poi, e nel 1961 del Sindaco e dell'Assemblea cittadina di Belgrado.

## Architettura e arte

### L'esterno

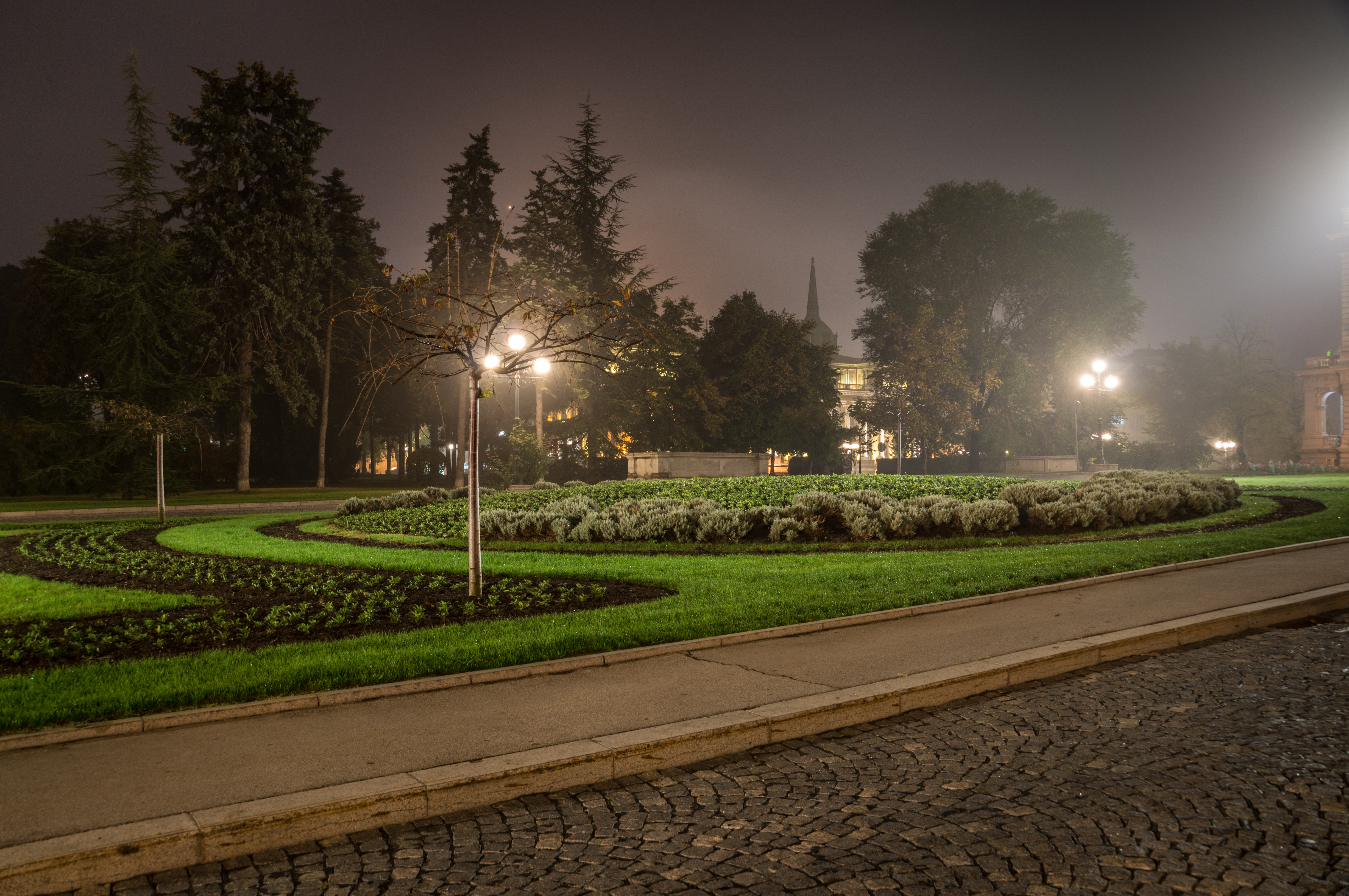
I giardini lungo via Kralja Milana

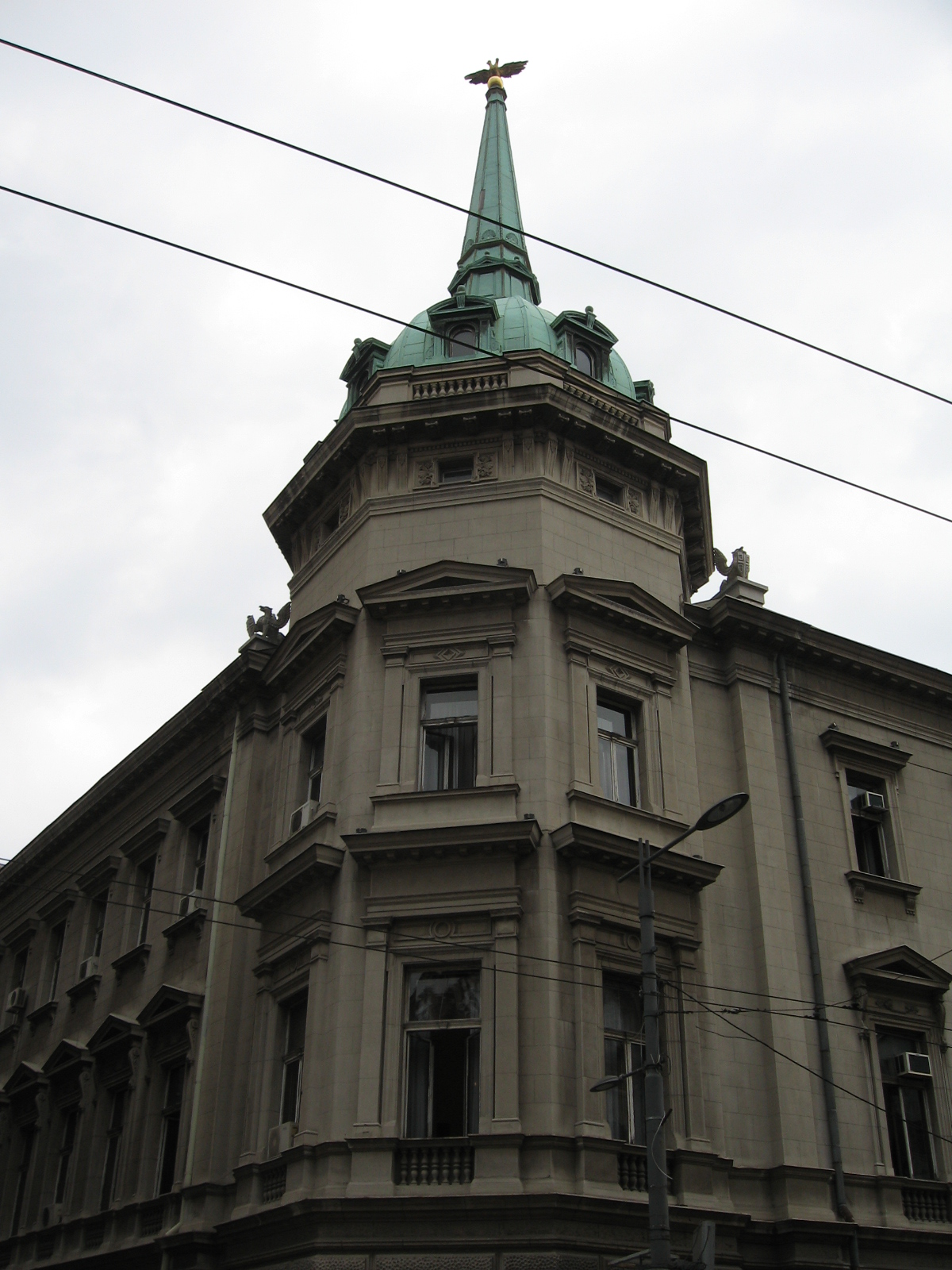
La cupola

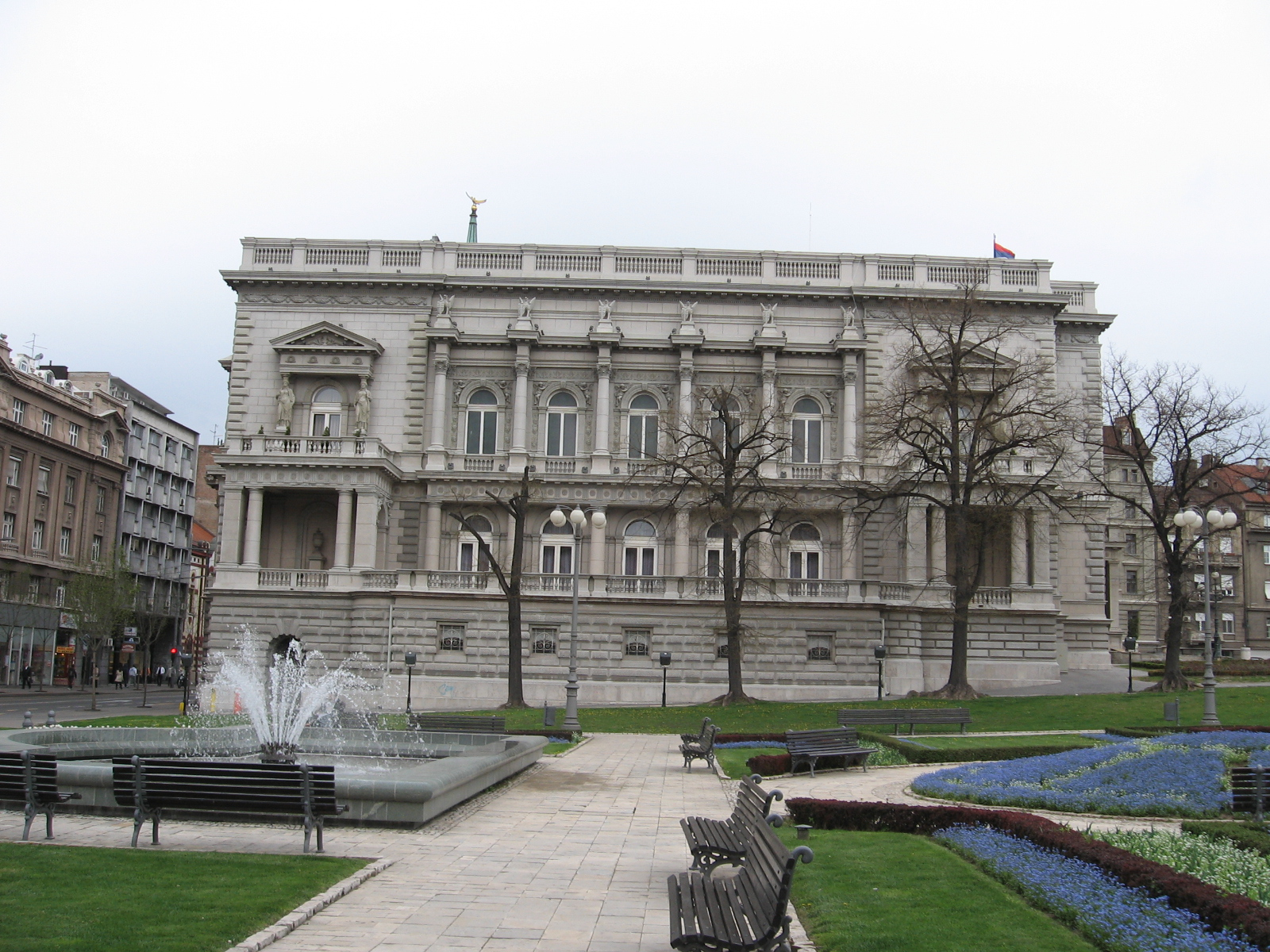
La facciata meridionale

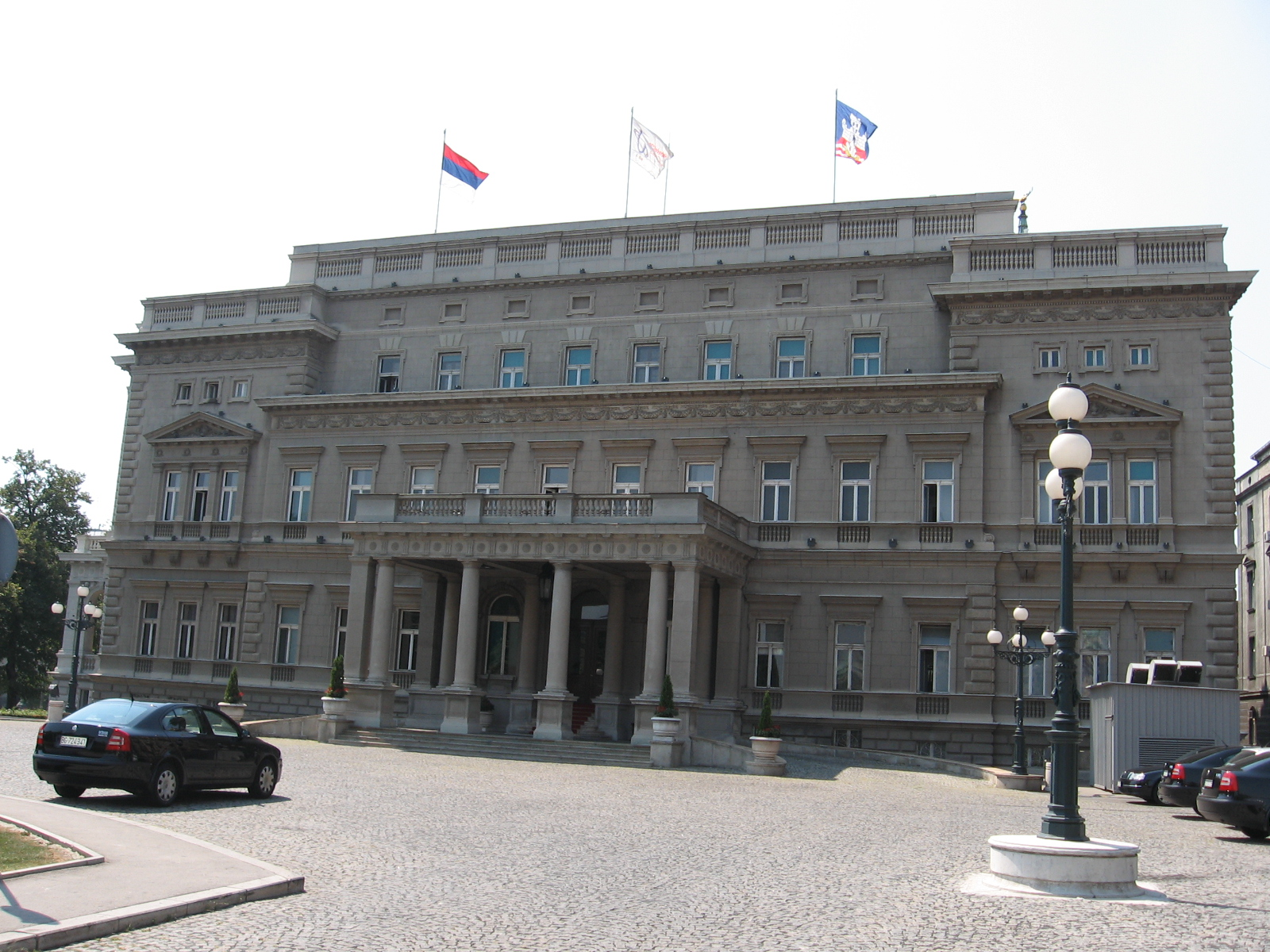
La facciata orientale

Re Milan I diede il compito di realizzare il palazzo reale all'architetto Aleksandar Bugarski che lo disegnò in uno stile composito, tipico dell'architettura belgradese del XIX secolo, unendo il gusto neoclassico a quello dell'accademismo.
La pianta del palazzo è quadrata e i lati hanno una lunghezza di 40 metri. Le facciate sono tutte diverse e quella meridionale, che si affacciava sul giardino, è la più decorata. Presenta tre registri: quello inferiore presenta uno zoccolo in marmo bianco sovrastato da una parete decorata a bugnato su cui si aprono piccole finestre incorniciate da una modanatura liscia. Il registro mediano ha, per tutta la lunghezza, un terrazzamento delimitato da una balaustra marmorea. Ai lati della facciata, la terrazza è coperta da strutture quadrangolari ricoperte da balconi e sorrette da pilastri e da colonna doriche. Tra le due strutture, si aprono cinque porte-finestre ad arco modanate. Il registro superiore presenta, ai lati, due balconi con balaustra, le cui finestre sono sormontate da un timpano triangolare, sorretto da due cariatidi; le cinque finestre poste tra i due balconi sono separate da colonne corinzie che sorreggono una trabeazione su cui poggiano, in corrispondenza delle colonne, sei grifoni con lo scudo di Serbia. Le cariatidi impreziosiscono anche il balcone posto sul lato destro della parete orientale.
Sugli angoli est e ovest dell'ala sud del palazzo erano state realizzate due cupole sormontate da corone dorate: distrutte durante i bombardamenti del 1941, non furono più ricostruite, mentre sopravvive ancora quella posta all'angolo nord-est dell'edificio, che poggia su una struttura esagonale e termina in un'alta guglia sormontata da un'aquila dorata ad ali spiegate.
La facciata orientale, molto movimentata con volumi aggettanti e rientranti, distrutta nel 1941, fu ricostruita come un corpo unico dove il movimento è dato dal pronao sormontato da un terrazzo sorretto da colonne doriche, che impreziosisce l'ingresso, e dalla parete del registro superiore leggermente arretrata. Le finestre sono incorniciate da modanature molto semplici.

### L'interno

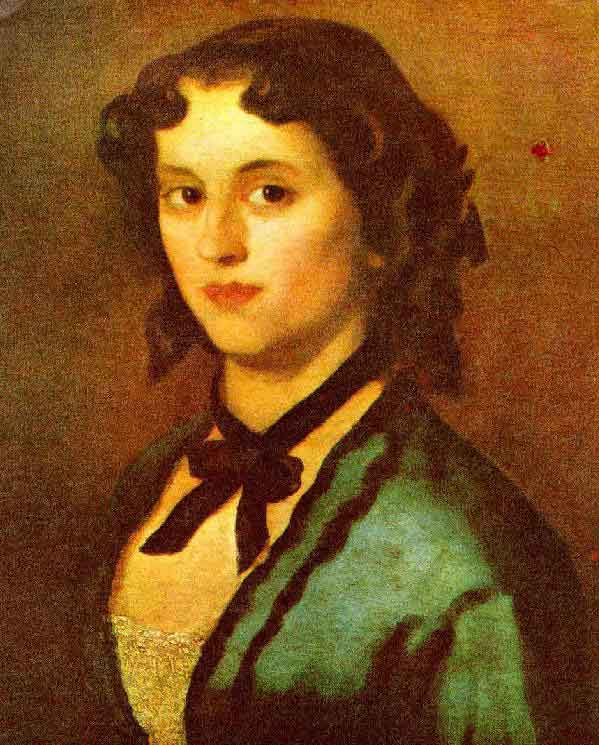
La ragazza in blu

Lo scrittore inglese Herbert Vivien, che visitò il palazzo alla fine del XIX secolo, descrisse i suoi interni nel dettaglio: «Sulla parte di sinistra c'è una bellissima sala da ballo con le pareti di colore giallo limone, illuminata da vetrate veneziane, che risplendono durante le feste, anche per la presenza di luce elettrica. Dopo avere passato la grande sala d'ingresso, si entra nella Sala dei Banchetti, dove tutto è brillante, dal pavimento fino alla tavola di mogano intagliata. Circa sessanta ospiti possono sedersi intorno al tavolo. Le sedie ricoperte in cuoio sono del colore delle foglie d'autunno. La cosa più impressionante è il buon gusto che caratterizza tutti gli oggetti, sia quelli d'uso comune che quelli ornamenti. L'ammirazione ancora maggiore è per i bei soffitti intagliati, ereditati dalla moda e dal periodo della dominazione turca...».
L'architetto Bugarski aveva realizzato, al centro dell'edificio una struttura coperta che fungeva da giardino d'inverno, dalla quale si dipartivano gallerie che davano accesso ai saloni di rappresentanza; c'erano una cappella ortodossa e una biblioteca con una numerosa collezione di volumi. La serra e la cappella non furono ricostruite dopo i bombardamenti. Dal grande atrio che misura 130 m², si accede al "salone rosso", che ospita "La ragazza in blu" dipinto nel 1862 da Đura Jakšić; nella stessa sala è esposta la copia del primo documento della storia che cita la città di Belgrado col suo nome slavo, una lettera del papa Giovanni VIII scritta nell'anno 878, ed è presente l'onorificenza dell'Ordine dell'Eroe nazionale, conferita a Belgrado il 20 ottobre 1974.
Dal "salone rosso" si accede al "salone giallo" che ospita sulle pareti numerosi dipinti di autori jugoslavi e diversi oggetti in porcellana, dono delle delegazioni estere in visita a Belgrado. Dal salone giallo si passa al salone di gala che misura 260 m² e ha un'altezza doppia rispetto agli altri; questo ambiente presenta, nella parte superiore, vetrate lavorate che raffigurano la lotta di liberazione del popolo e l'entusiasmo del lavoro. Il "salone del XIX secolo" è stato arredato dal Museo della città di Belgrado con mobili e suppellettili tipici di quel periodo. Molti pezzi sono quelli originali utilizzati dalla moglie di re Milan, la regina Natalia e appartengono per lo più agli stili Luigi XV, Napoleone III e Biedermeier.
Queste sale vengono utilizzate per eventi ufficiali e mondani, per ricevere delegazioni estere, per ospitare premiazioni o manifestazioni culturali. Gli altri ambienti ospitano gli uffici di rappresentanza delle istituzioni cittadine.